# 1 Drezdeński Korpus Pancerny
1 Drezdeński Korpus Pancerny (1 KPanc) – pancerny związek taktyczny ludowego Wojska Polskiego.

## Formowanie i szkolenie
Korpus został sformowany w okresie od lipca do września 1944 roku, w Berdyczowie, a następnie w rejonie Chełma jako 1 Polski Korpus Czołgów. Od 10 października 1944 roku podlegał Naczelnemu Dowództwu WP. 19 marca 1945 roku został czasowo podporządkowany dowódcy 2 Armii WP, a 3 czerwca 1945 roku powrócił do dyspozycji ND WP. Szkolenie bojowe podstawowe realizowano w rejonach formowania od lipca do września 1944 roku pod Berdyczowem, a od września 1944 roku do lutego 1945 roku w okolicach Chełma. Zaprzysiężenia dokonano w Chełmie 26 października 1944 roku.
Na mocy rozkazu Sztabu Głównego WP nr 0840 z 9 sierpnia 1944 roku korpus został przewieziony transportami kolejowymi z rejonu Berdyczowa pod Żytomierzem w okolice Chełma, gdzie jednostki otrzymały sprzęt i rozpoczęły szkolenie bojowe. 9 lutego 1945 roku korpus został podporządkowany 1 Frontowi Białoruskiemu i ześrodkował się w rejonie Krzyża na Pomorzu, a 19 marca przeszedł do dyspozycji dowódcy 2 Armii WP. W dniach 7-10 kwietnia został przegrupowany na północny zachód od Bolesławca. Sztandar ufundowany przez społeczeństwo Górnego Śląska, wręczono w Gliwicach 12 sierpnia 1945 roku.

## Obsada personalna dowództwa
Dowódcy korpusu
- płk Jan Rupasow (p.o. 26 VII – 4 VIII 1944)
- płk Siergiej Fomińskij (p.o. 4 VIII – 26 IX 1944)
- gen. bryg. Józef Kimbar (26 IX 1944 – X 1945)

Zastępcy dowódcy ds. liniowych
- płk Jan Lewandowski (16 X – 22 XI 1944)
- płk Siergiej Frakow (23 XI 1944 – 1945)

## Skład 1 DKPanc
- Dowództwo 1 Korpusu Pancernego
- 1 Brygada Piechoty Zmotoryzowanej
- 2 Sudecka Brygada Pancerna
- 3 Drezdeńska Brygada Pancerna
- 4 Drezdeńska Brygada Pancerna

## Działania bojowe korpusu
16 kwietnia 1945 roku 1 KPanc został przeprawiony przez Nysę po mostach i jako grupa szybka 2 Armii WP, wprowadzony w wyłom dokonany przez 8 DP i 9 DP. Od 17 do 18 kwietnia uczestniczył w forsowaniu Kanału Neugraben, rz. Schwarzer Schöps i Sprewy oraz walczył o Niska, Buchwalde, Klix, Diehsa, Weisenberg i in. W związku z uderzeniem niemieckich sił pancernych z południa 1 KPanc zawrócił spod Budziszyna i wykonał kontratak w rejonie Niska. Od 20 do 22 kwietnia 1 KPanc kontynuował natarcie na zachód osiągając Radeberg i Hermsdorf na północny wschód od Drezna. Wskutek głębokiego włamania się Niemców w ugrupowanie 2 armii WP korpus zawrócił z przedpola Drezna i forsownym marszem przeszedł do rejonu na północ od Budziszyna, gdzie zaryglował zachodni bok włamania.
Od 22 do 29 kwietnia 1 KPanc we współdziałaniu z innymi jednostkami 2 Armii WP, i oddziałami radzieckimi stoczył uciążliwe i krwawe walki obronne w rejonie na północ od Budziszyna. W wyniku tych walk niemieckie włamanie zlikwidowano. Zamiar dowódcy Grupy Armii "Środek" feldmarszałka Schörnera, aby pancernym zgrupowaniem przedrzeć się z rejonu Sudetów na pomoc Berlinowi, został udaremniony. Jednostki 1 KPanc wraz z wojskami 2 Armii WP przeszły do obrony frontem na południe.
Od 4 maja 1 KPanc w składzie wojsk 2 Armii WP uczestniczył w operacji praskiej. Jednostki korpusu, walcząc w trudnym terenie Sudetów, zdobyły wiele miejscowości i w pościgu za nieprzyjacielem wkroczyły na terytorium Czechosłowacji.
W okresie od 17 kwietnia do 10 maja 1945 Korpus zniszczył 178 czołgów i dział pancernych, 123 transportery, 279 dział i moździerzy, około 9000 żołnierzy nieprzyjaciela i wziął 3900 jeńców. Straty własne wyniosły około 444 poległych, 980 rannych, 143 czołgi i działa samobieżne.

## Okres powojenny i rozformowanie
Po zakończeniu działań bojowych 1 KPanc został ześrodkowany w rejonie Görlitz. W dniach 20—21 maja wrócił do kraju, przechodząc do rejonu Leszno – Jarocin-Kalisz, a 3 czerwca 1945 przeszedł do odwodu Naczelnego Dowództwa WP.
W związku z zaostrzeniem sytuacji na granicy polsko-czechosłowackiej, 10 czerwca 1945 korpus został przegrupowany nad granicę w rejon Prudnik–Cieszyn. Po zluzowaniu na początku lipca przez jednostki 2 Dywizji Piechoty rozpoczął służbę garnizonową na Górnym Śląsku. Sztab rozmieszczono w Gliwicach.
Na mocy rozkazu Naczelnego Dowódcy WP nr 168 z 4 sierpnia 1945 korpus został odznaczony Orderem Krzyża Grunwaldu III kl. i otrzymał miano "Drezdeńskiego". W myśl dekretu Prezydium Rady Najwyższej ZSRR z 4 kwietnia 1945 został odznaczony Orderem Czerwonego Sztandaru.
5 października 1945 rozformowano dowództwo korpusu i część oddziałów. Pozostałe przekazano następującym okręgom wojskowym: Śląskiemu – 3 BPanc, 25 i 27 pas, 2 bmot; Pomorskiemu – 24 pas; Poznańskiemu – 2 BPanc; Krakowskiemu – 4 BPanc; Łódzkiemu – 1 BPZmot. Do dyspozycji szefa Departamentu Artylerii WP przekazano 1 dar.
Na podstawie rozkazu NDWP nr 033/org. z 19 marca 1946 została rozformowana 1 BPZmot, a 2, 3 i 4 BPanc przeformowano na 2, 6 i 8pcz.

## Sztandar korpusu
Sztandar ufundowany przez społeczeństwo Ziemi Śląsko-Dabrowskiej wręczony został w Gliwicach w 1945 roku.
Opis sztandaru:

Rysunek płatu sztandaru nawiązuje do wzoru sztandaru z 1927 roku. Na jednej stronie płatu wprowadzono tradycyjne barwy broni pancernej.
Płat o wymiarach 98 × 95 cm, obszyty z trzech stron złotą frędzlą, przymocowany do drzewca za pomocą skórzanej tulei. Drzewce z jasnego politurowanego drewna, skręcone z dwu części za pomocą mosiężnych okuć. Na drzewcu dziesięć gwoździ pamiątkowych. Głowica w kształcie orła wspartego na cokole skrzynkowym. Przy drzewcu wstęga biało-czerwona zakończona złotą frędzlą oraz wstęga Orderu Krzyża Grunwaldu.
Strona główna:

Czerwony krzyż kawalerski; pola między ramionami krzyża białe. Pośrodku haftowany srebrną nicią orzeł w otoku haftowanego złotą nicią wieńca laurowego. Na białych polach cyfry "1", w otoku złotych wieńców laurowych.
Strona odwrotna:

Czarny krzyż kawalerski, a pola między ramionami krzyża pomarańczowe. Pośrodku haftowany złotą nicią napis: "HONOR I OJCZYZNA", w otoku wieńca. Na górnym i dolnym ramieniu krzyża napis haftowany złotą nicią: "WOJEWÓDZTWO ŚLĄSKO-DĄBROWSKIE PIERWSZEMU KORPUSOWI PANCERNEMU". Na polach, między ramionami krzyża, haftowane złotą nicią kontury tarcz herbowych.